# Vladivka, Cernihivka
Vladivka (în ucraineană Владівка, în germană Hierschau) este localitatea de reședință a comunei Vladivka din raionul Cernihivka, regiunea Zaporijjea, Ucraina. Satul a fost locuit de germanii pontici.   

## Demografie
Componența lingvistică a localității Vladivka
     Ucraineană (93,18%)
     Rusă (6,34%)
     Alte limbi (0,48%)
Conform recensământului din 2001, majoritatea populației localității Vladivka era vorbitoare de ucraineană (93,18%), existând în minoritate și vorbitori de rusă (6,34%).